# Smokemaster
Smokemaster ist eine deutsche Psychedelic-Rock-Band aus Köln. Die Band steht bei Tonzonen Records unter Vertrag und hat am 24. April 2020 ihr Debütalbum Smokemaster veröffentlicht.

## Geschichte
Die Gründungsmitglieder Tobmaster (Bass) und Lukas „Baby“ Bönschen (Schlagzeug) spielten bis Anfang 2018 in einer Kölner Band namens Cunning Mantrap. Diese verließen sie gemeinsam, da sie sich musikalisch in eine andere Richtung entwickeln wollten. Sie schrieben eine Handvoll Demos und suchten nach neuen Bandmitgliedern. Diese ließen nicht lange auf sich warten. So kamen Jerome „Jay“ Holz als Gitarrist und zunächst auch der Keyboarder Bernie Jones dazu. Im Mai 2018 organisierten sie einen kleinen lokalen Open-Air-Gig mit dem Kölner Kollektiv Taku Yard Sounds. Im Publikum befand sich zufällig Sänger Björnson Bear, der unbedingt bei der noch instrumentalen Band singen wollte. Nach ein paar Wochen wurde er zum festen Sänger und Rhythmusgitarristen der Band. Die Band veröffentlichte noch im Juni 2018 ein Musikvideo namens Chill Out Rage, später bekannt als Solar Flares auf dem Debütalbum, welches es in die Rotation des österreichischen Musiksenders gotv schaffte.
Im Februar 2019 löste Tobias Tack den damaligen Keyboarder Bernie Jones ab, und der Sound von Smokemaster war geboren. Mitte 2019 zogen sich Smokemaster in ihr eigenes Studio im Proberaum zurück und nahmen ihr Debütalbum Smokemaster auf. Recording und Mixing übernahm Schlagzeuger Lukas, der ausgebildeter Tontechniker ist. Für das Mastering war der deutsche Musiker und Musikproduzent Eroc zuständig. Das Album wurde im April 2020 von Tonzonen Records herausgebracht.
Im März 2020 veröffentlichten Smokemaster ihre erste Single Astral Traveller und das dazugehörige Musikvideo, das aus der Feder des New Yorker Bild- & Videokünstlers Larry Carlson entsprang. Die orangefarbene Erstauflage der Vinylpressung war innerhalb weniger Monate ausverkauft, sodass Tonzonen Records eine Zweitpressung mit blauem Vinyl in Auftrag gab.
Aktuell arbeiten Smokemaster an ihrem zweiten Album. Im Jahr 2022 traten sie neben dem WDR-Rockpalast Crossroads Festival (inklusive TV-Aufzeichnung) auch beim Club of Newchurch – Motorcycle Festival und Krach am Bach auf.

## Stil
Ihre Musik vereint verschiedene Stile aus dem Spektrum des Psychedelic Rock. Ihre Bandbreite reicht von sphärischen, getragenen Parts á la Pink Floyd bis hin zu ausartenden Jams wie man sie von Liveauftritten von The Doors, oder heutzutage Colour Haze kennt.

## Diskografie
Alben
- 2020: Smokemaster (CD & colored Vinyl; Tonzonen Records)
- 2023: Cosmic Connector (CD & colored Vinyl; Tonzonen Records)